# First Sessions
First Sessions è un EP della cantante Norah Jones, pubblicato nel 2001.

## Tracce
1. "Don't Know Why" (Harris) – 3:11
2. "Come Away with Me" (Jones) – 3:06
3. "Something Is Calling You" (Harris) – 3:25
4. "Turn Me On" (Loudermilk) – 2:37
5. "Lonestar" (Alexander) – 3:07
6. "Peace" (Silver) – 3:51